# Грязовик
Грязовик (лат. Calidris falcinellus) — вид птиц семейства бекасовых (Scolopacidae).

## Распространение

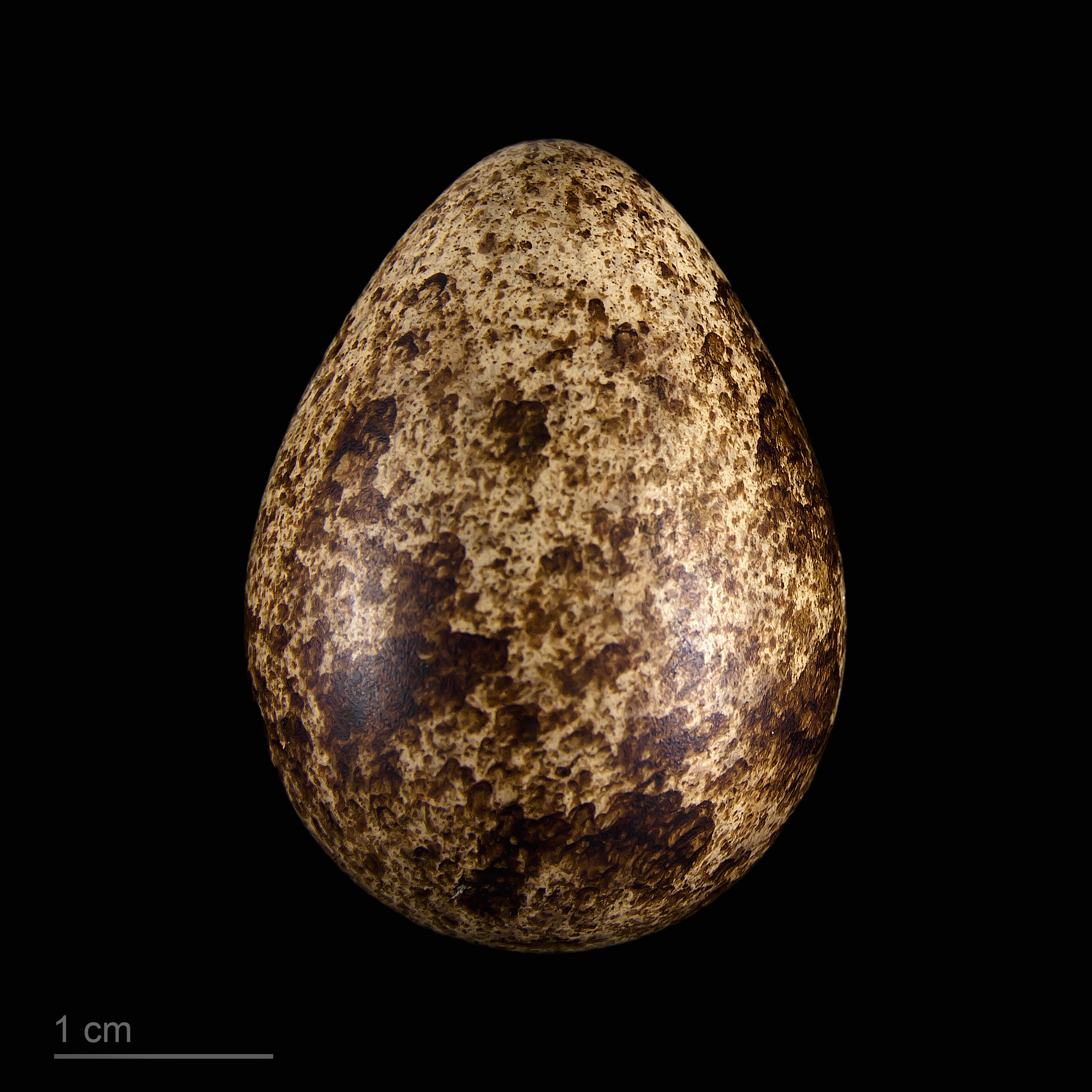
яйцо Limicola falcinellus falcinellus - Тулузский музей

Ареал грязовика достаточно велик, он встречается в южной части тундровой зоны и в крайней северной части таёжной зоны между полярным кругом и 80° северной широты почти всей Евразии, от Скандинавского полуострова до прибрежных районов Восточно-Сибирского моря, по некоторым источникам, также в Гренландии и на Шпицбергене. Зимует в прибрежных регионах Аравийского полуострова, Африки, Юго-восточной Азии и Австралии.
Типичными местами обитания грязовика являются влажные, топкие участки моховых и травянистых болот, заболоченные берега рек и лагун, илистые озёра и речные отмели среди кочек, кустов и деревьев.

## Внешний вид
Грязовик достигает длины 16–18 см и массы от 28 до 68 г; размах крыльев 34–37 см. Длинный, немного уплощённый и слегка загнутый книзу клюв. Ноги короткие, тёмно-серые, зеленоватые или желтоватые. Летом верхняя часть тела тёмно-бурая со светлыми охристыми каёмками на перьях, брюшко белое, верх груди и бока с серовато-рыжыми крапинками. Зимой верхняя часть тела становится светло-серой, пестринки на зобу и груди исчезают. На голове две продольные белые полосы, по которым грязовика легко идентифицировать. Клюв чёрный с оливковым оттенком и с коричневым основанием. Отличия в окрасе между самцом и самкой нет.

## Экология

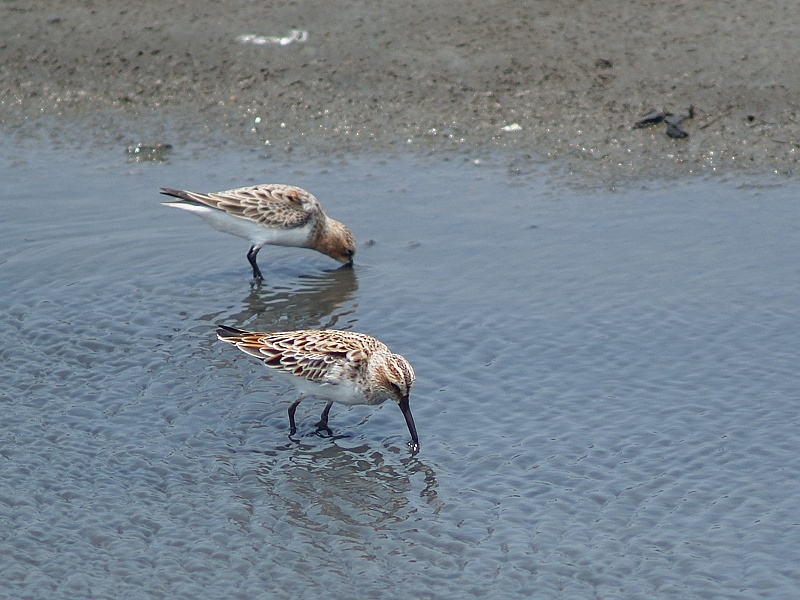
Две питающиеся птицы

Грязовик — необщительная и малозаметная птица. Питается по непокрытым растительностью отмелям, на грязевых мелководных участках озёр, рек и морских лагун. Медленно, небольшими шажками передвигается по мелководью, время от времени погружая в ил свой клюв. Основная пища грязовиков — небольшие моллюски, насекомые и их личинки. Активен во время отливов в любое время суток.
Гнёзда делает на земле на сухом месте среди высокой травы или в кустах с подстилкой из берёзовых или ивовых листьев. Яйца откладываются с наступлением тепла, в начале июня. В кладке чаще всего четыре яйца бежевого или грязно-жёлтого цвета с большим количеством мелких тёмных крапинок. Кладку насиживают самка с самцом по очереди в течение 22 дней. Могут селиться небольшими, до 20 пар, колониями.
В середине августа начинается отлёт грязовиков на зимовку, при этом птицы могут сбиваться в стаи численностью до нескольких тысяч. Максимальная скорость, которую грязовик способен развивать во время перелётов, равняется 80-85 км/ч.

## Численность и охранный статус
Точная численность грязовика неизвестна. По некоторым данным, в северо-восточной части Финляндии обитает около тысячи пар этих птиц, и около нескольких сотен особей обитает в Мурманской области.
Грязовик охраняется в нескольких регионах России, в том числе, включён в Красную книгу Мурманской области и Красную книгу Ямало-Ненецкого автономного округа. Кроме того, в 1984 году он был включён в перечень Советско-индийской конвенции по охране перелетных птиц.